# 蕭瀜
萧瀜，辽朝中期官员、画家，官至南院枢密使。
萧瀜约为辽兴宗、辽道宗时人，官至南院枢密使。喜欢读书，亲翰墨，精于丹青，喜画山水、人物、马鹿、飞禽等。仰慕唐朝裴宽、边鸾的作品，奉使入北宋时，他一定求购，不惜重价，携归辽国。亲以临摹，咸有法则，辽道宗清宁年间，赐给他耶律倍的《千角鹿图》。萧瀜有《花鸟图》传世，藏于台北故宫博物院。